# Fernão da Silveira, o Regedor
Fernão da Silveira, conhecido como o Regedor (? - Évora, 1493), foi um jurista, diplomata e poeta português do século XV.

## Biografia
Era o quarto filho varão mas o segundo filho varão sobrevivente de Nuno Martins da Silveira, e de sua mulher Leonor Gonçalves de Abreu, neta materna dum Inglês.
Quando D. Afonso V de Portugal tomou definitivamente as rédeas do Governo, entrou para a Casa do Infante D. Fernando de Portugal, 6.º Condestável do Reino de Portugal, 1.º Duque de Beja e, posteriormente, 2.º Duque de Viseu, irmão do Monarca. Acompanhou ao Santo Império Romano a Infanta D. Leonor de Portugal, quando esta foi casar com o Imperador Frederico III do Santo Império Romano, tendo regressado a Portugal em 1454. Nesse mesmo ano, foi nomeado Coudel-Mor, cargo que exerceu com grande rigor, o que o fez alvo de grandes ódios e provocou muitas queixas por parte dos atingidos pelas suas determinações.
Foi Poeta palaciano dos mais afamados. Os seus versos, constituindo um conjunto dos mais curiosos para o estudo dos costumes da época, figuram no Cancioneiro Geral de Garcia de Resende.
Em 1476, tomou parte na Batalha de Toro e, tendo sido nomeado 7.º Regedor das Justiças da Casa da Suplicação por D. João II de Portugal, ao serviço do qual permanecera como Coudel-Mor, tornou-se confidente deste Rei, conseguindo, contudo, o cognome de o Bom, por parte dos seus contemporâneos. Por ocasião das dificuldades suscitadas pela morte de D. Fernando II, 3.º Duque de Bragança, esteve para ir a Roma, aos Estados Pontifícios, como Embaixador de D. João II, mas não chegou a empreender a viagem. Foi, porém, como Embaixador a Castela e, pelos serviços que prestou, o Rei deu-lhe como seu 1.º Senhor os Senhorios das vilas de Sarzedas, de Sobreira Formosa e de Ansião.
Foi também ele quem recebeu, por Procuração, a Infanta de Aragão e Castela, D. Isabel, quando esta se casou com o Príncipe D. Afonso, filho de D. João II, morto desastrosamente em Santarém.
Casou com D. Isabel Henriques, filha de D. Fernando Henriques e de sua mulher Branca de Melo, da qual teve dois filhos e duas filhas: 
- Francisco da Silveira, casado com D. Margarida de Noronha, com geração
- Jorge da Silveira, casado com D. Filipa de Lima, filha de D. Álvaro de Lima e de sua mulher Violante Nogueira, da qual teve uma filha: 
  - Isabel da Silveira, casada com Fernando Álvarez de Toledo, 2.º Senhor de la Horcajada, com geração
- Violante da Silveira ou Henriques, casada com Fernando Martins Mascarenhas, com geração
- Mécia Henriques, primeira mulher de D. Pedro de Sousa, 1.º Conde do Prado, com geração